# Gustavo Bacarisas
Gustavo Bacarisas (Gibraltar, 23 de septiembre de 1873-Sevilla, 7 de enero de 1971) fue un pintor gibraltareño de estilo figurativo. Estudió bellas artes en Roma y fue profesor dos años en la Escuela de Bellas Artes de Buenos Aires. Se instaló en la ciudad española de Sevilla en 1913. Fue presidente de la Sección de Bellas Artes del Ateneo de Sevilla.

## Biografía
Fue hijo del pintor Gabriel Bacarisas y de Adela Podestá. El apellido Bacarisas proviene de los habitantes de la isla española de Menorca, Baleares, que se trasladaron a Gibraltar en el siglo XVIII. Su nombre completo fue Gustavo Charles Bacarisas Podestá. Tuvo dos hermanos menores: Horacio y Alberto. La congregación católica de los Hermanos Cristianos Irlandeses había estado en Gibraltar en la primera mitad del XIX. En 1878 se instaló en Gibraltar una segunda misión de los Hermanos Cristianos. Gustavo acudió a esta escuela, en la que recibió formación católica. En su etapa en esta escuela fue cuando empezó a mostrar interés por la pintura y a realizar sus primeros cuadros.
En 1892 recibió una beca confeccionada por un grupo de ciudadanos británicos, encabezados por el patrocinador John Imossi. En aquel entonces era habitual que los ayuntamientos y las diputaciones dieran becas para que los artistas estudiasen fuera. Bacarisas fue a la Escuela Libre de la Academia de Bellas Artes de Roma. Coincidió en la misma ciudad con Eduardo Chicharro y Aguera, Manuel Benedito y Vives y Fernando Álvarez de Sotomayor, que estaban estudiando en la Academia de España en Roma.
Durante su estancia en Italia también visitó Venecia y Cadore, que están en algunos de sus paisajes. A partir de 1906 visitó con frecuencia París y Londres. Se marchó de Italia en 1908. En París conoció el estudio de James McNeill Whistler, un estadounidense que viajaba frecuentemente a París y a Londres. En Londres la Art Society le invitó al salón anual de la Royal Academy, donde expuso el cuadro Algeciras. Su obra pasó a inspirarse también en la obra de Joseph Mallord William Turner. Posteriormente, visitó Tánger. La galería británica Philipon le invitó a Buenos Aires, que visitó en 1910. En Buenos Aires conoció al arquitecto Martín Noel, del cual realizó un retrato. Se relacionó con los pintores argentinos y realizó una exposición con cuadros realizados en Tánger y con escenas campesinas de la Pampa. En 1911 fue nombrado profesor de la Academia de Bellas Artes de Buenos Aires. Posteriormente, viajó por Estados Unidos y realizó exposiciones en Nueva York, Pittsburg y Filadelfia.
En 1913 se instaló en Sevilla para pintar en esa ciudad. Ese año el Gobierno, por Real Decreto, había encargado a Sevilla los actos de conmemoración del IV Centenario del Descubrimiento del Océano Pacífico. En ese momento, la ciudad estaba en los preparativos de la Exposición Iberoamericana. Bacarisas pintó los paisajes de la ciudad y de los pueblos de su provincia. También se dedicó a pintar cerámicas para rótulos de comercios y a la decoración del pabellón Real y el pabellón de Argentina de la exposición.
Realizó el cartel de las Fiestas de Primavera de Sevilla de 1917. Posteriormente, empezó a colaborar con el Ateneo de Sevilla. En 1918 ayudó, desde la Sección de Bellas Artes, en la realización de la primera cabalgata de Reyes Magos, que fue iniciativa de José María Izquierdo. En 1918 hizo un viaje a Granada, en el cual pintó varios cuadros. En 1919 el Ayuntamiento lo nombró Hijo Adoptivo de Sevilla.
En junio de 1921 participó en una exposición en el palacio de Biblioteca y Museos Nacionales de Madrid. Participó con 44 lienzos (la mayoría de los cuales habían sido pintados en Granada), 10 dibujos, 2 esculturas, 3 proyectos de murales de cerámica y once vasos de cerámica.
En estos años retrató también los paisajes de Alcalá de Guadaíra. Esta localidad de la provincia fue retratada habitualmente en el siglo XIX y comienzos del XX por varios pintores, conocidos como la Escuela de Alcalá de Guadaíra.
En 1922 viajó a Suecia para realizar los decorados y diseñar el vestuario de la ópera Carmen, en el teatro Real de Estocolmo. Para el vestuario, diseñó unos figurines que fueron reproducidos fielmente por la sastrería del teatro. En esta labor le ayudó la pintora sueca Elsa Jernas, con la que se casó en 1924. En 1924 fue contratado por el director de teatro Charles Cocharan para realizar los decorados de la ópera Coppelia, que se estrenó en el Trocadero de Londres ese año.
Los veranos de 1927 y 1928 los pasó en Tosa, provincia de Gerona, y en 1929 hizo una visita a Cuenca. En Sevilla participó en 1930 en la Exposición de Bellas Artes de Primavera con siete cuadros. En los años siguientes volvería a visitar Cuenca y Tosa, además de las localidades castellano-leonesas de Segovia y Ávila y los pueblos onubenses de Aracena y Alájar.
En 1936 se encontraba viviendo en Madrid. Al iniciarse la Guerra Civil fue evacuado a Francia y, posteriormente, se trasladó a Gibraltar. En 1938 viajó a las ciudades marroquíes de Tánger y Casablanca. En 1940 se trasladó a la isla portuguesa de Madeira, donde permaneció cinco años.
Regresó a Sevilla en 1945. Volvió a integrarse en la Sección de Bellas Artes del ateneo de la ciudad. En 1947 se celebraron en la ciudad dos exposiciones dedicadas a la obra de Gustavo Bacarisas. En una de ellas, Joaquín Romero Murube leyó un texto dedicado a ensalzar la labor de este pintor. En 1950 fue nombrado Académico Correspondiente Extranjero de la Real Academia de Bellas Artes de Santa Isabel de Hungría, la cual le entregó la Medalla de Oro de la institución durante un certamen en otoño.
En 1961 fue nombrado Hijo Predilecto de Gibraltar. Ese año realizó una visita a Estepona, donde realizó varios cuadros.
En 1961 fue nombrado catedrático honorario de la Escuela Superior de Bellas Artes de Santa Isabel de Hungría y académico correspondiente de la madrileña Real Academia de Bellas Artes de San Fernando. En 1966 recibió la Medalla de Oro del Ateneo de Sevilla.

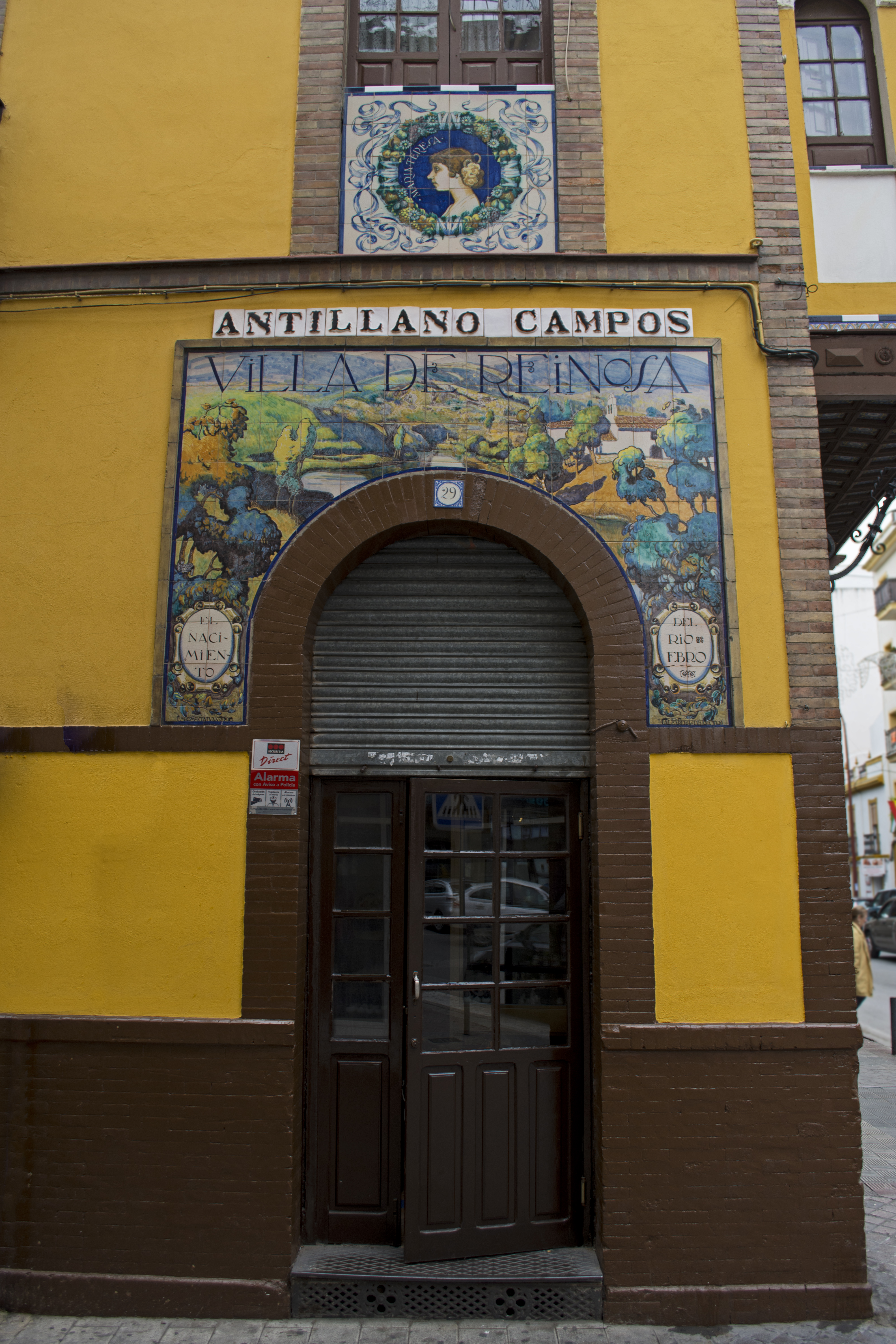
Edificio Villa de Reinosa en calle Pagés del Corro número 49 de Sevilla (1915). La decoración constituye la primera obra de ornamentación cerámica de Gustavo Bacarisas, realizada para Cerámicas Montalván.

## Estilo y obra
Fue un artista polifacético, conocido principalmente por su pintura, pero que cultivó también la escultura en la que destacan sus bronces Tanagra andaluza y Cabeza de joven gitana; la azulejería; la ornamentación cerámica y la escenografía. Su estilo aportó un concepto moderno a la pintura andaluza, en clave decorativa pero captando el espíritu de las cosas en bellas secuencias de la vida y el paisaje de Sevilla y Granada. Su obra, de estilo figurativo y de temática variada, se caracteriza por un rico cromatismo. Como decorador destacan en su producción las escenografías y vestuario para la ópera Carmen y El amor brujo para su estreno en el teatro Español de Madrid.
Realizó varias obras de azulejería y cerámica. La mayor parte de su obra de azulejería fueron los zócalos del pabellón Real de la Exposición Iberoamericana de 1929.
Hizo varios carteles. En 1917 realizó un boceto para el cartel de la Feria de Abril. Ese mismo año realizó el cartel de las Fiestas de Primavera. en 1928 hizo un cartel de la Exposición Iberoamericana de Sevilla. En 1946 realizó un cartel de la Feria de Abril.
Realizó 114 cuadros de paisajes. En ellos retrata lugares de Roma, Venecia, los Alpes y otras partes del norte italiano. En torno a 1911 realizó un cuadro con un paisaje de La Pampa argentina. En la primera mitad del siglo XX realizó cuadros con paisajes de las localidades españolas que visitaba, como Granada, Segovia, Arcos de la Frontera (pintada de forma habitual), Cuenca, Tosa, Aroche y Madrid. Al vivir buena parte de su vida en Sevilla, realizó numerosos cuadros en la ciudad, algunos de las cuales también eran paisajes locales. Pintó cuatro cuadros de Gibraltar. Sus paisajes tenían una temática rural o urbana. En la década de 1940 pintó cuadros de Madeira. Realizó catorce cuadros de temas marineros. Realizó 48 retratos, entre los cuales había tres autorretratos; de 1935, de 1939 y de 1955.
Una de sus pinturas más destacadas es Sevilla en fiestas que fue presentada a la Exposición de Bellas Artes de Sevilla de 1916 y que se conserva actualmente, en el Museo de Bellas Artes de Sevilla. Una composición airosa, dinámica, equilibrada, extraordinariamente rica en fuerza plástica y representativa.
También en el Museo Carmen Thyssen Málaga se conserva Feria, otro cuadro de temática similar, pero de factura postimpresionista, con una pincelada suelta y enérgica, y una composición construida a base del color.
Entre sus discípulos se puede citar al pintor sevillano Juan Miguel Sánchez.